# Šuja
Šuja (ungarisch Suja) ist eine Gemeinde im Norden der Slowakei mit 323 Einwohnern (Stand 31. Dezember 2024) im Okres Žilina, einem Kreis des Žilinský kraj.

## Geografie

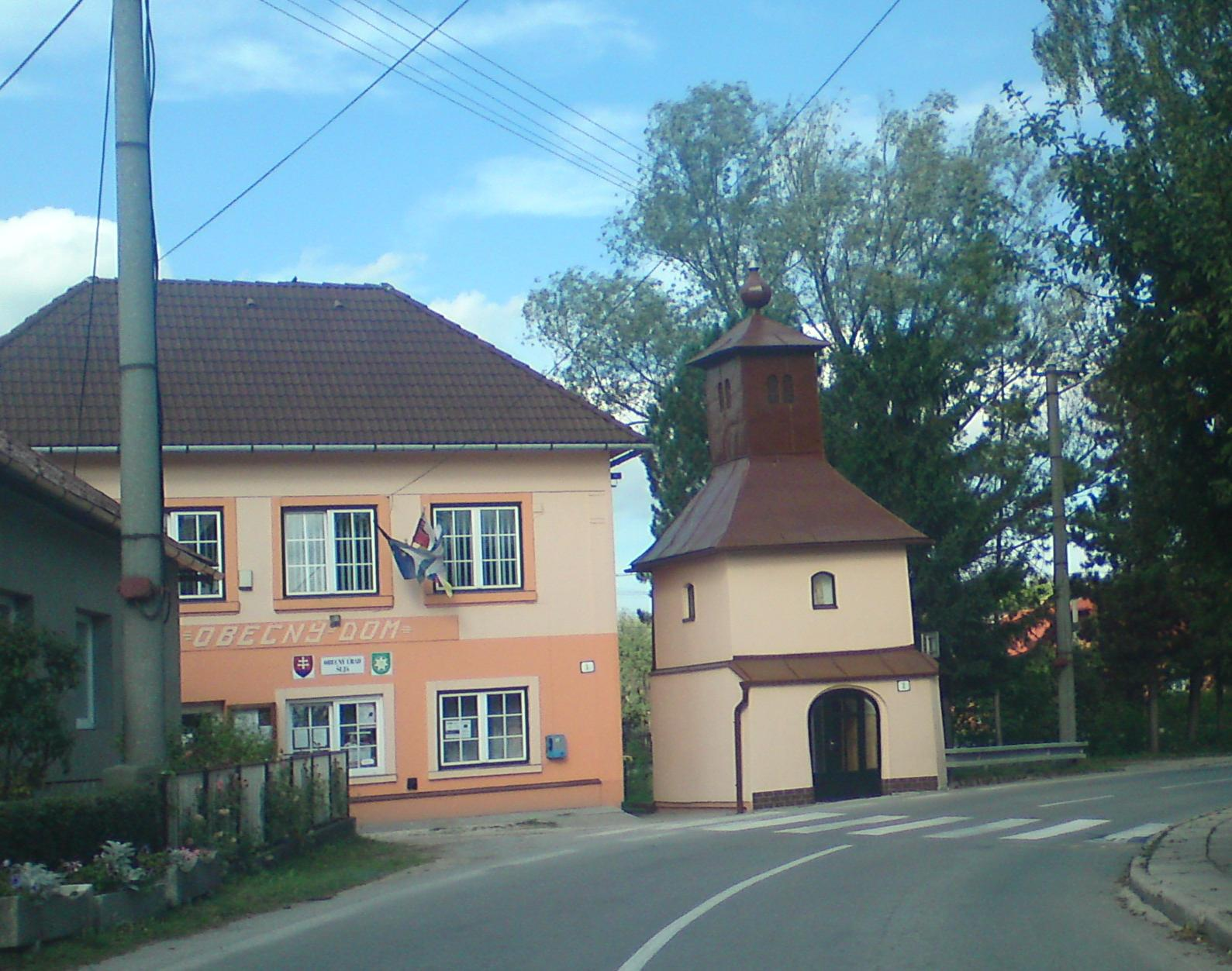
Kapelle und Gemeindehaus in der Ortsmitte

Die Gemeinde befindet sich im Südwestteil des Talkessels Žilinská kotlina am Oberlauf der Rajčanka. Das Ortszentrum liegt auf einer Höhe von 467 m n.m. und ist zweieinhalb Kilometer von Rajec sowie 23 Kilometer von Žilina entfernt.
Nachbargemeinden sind Rajec im Norden, Ďurčiná im Osten, Rajecká Lesná im Süden und erneut Rajec im Westen.

## Geschichte
Aus der Zeit gegen Zeitenwende bestand bei Šuja eine Siedlung der eisenzeitlichen Puchauer Kultur, dazu fand man bei archäologischen Untersuchungen Münzen der Eravisker.
Der heutige Ort wurde zum ersten Mal 1393 als Chya schriftlich erwähnt und war Teil des Herrschaftsgebiets der Burg Lietava. Weitere historische Bezeichnungen sind unter anderen Schwgye (1474), Swya (1496), Suya (1598) und Sujo (1786). 1598 standen 11 Häuser im Dorf, 1720 wohnten acht Steuerpflichtige, 1784 gab es 45 Häuser, 59 Familien und 304 Einwohner. 1828 zählte man 30 Häuser und 409 Einwohner, die als Hirten, Imker und Landwirte beschäftigt waren.
Bis 1918 gehörte der im Komitat Trentschin liegende Ort zum Königreich Ungarn und gehörte danach zur Tschechoslowakei beziehungsweise heute zur Slowakei. In der Nähe des Ortes förderte man Kiessand im Tagebau.

## Bevölkerung
| Jahr                | 1994 | 2004 | 2014    | 2024    |
| ------------------- | ---- | ---- | ------- | ------- |
| Anzahl der Personen | 0    | 318  | 304     | 323     |
| Unterschied         |      | –    | −4,40 % | +6,25 % |

| Jahr                | 2023 | 2024    |
| ------------------- | ---- | ------- |
| Anzahl der Personen | 318  | 323     |
| Unterschied         |      | +1,57 % |

Gemäß der Volkszählung 2011 wohnten in Šuja 310 Einwohner, davon 304 Slowaken und ein Mährer. Fünf Einwohner machten keine Angabe zur Ethnie.
275 Einwohner bekannten sich zur römisch-katholischen Kirche sowie jeweils ein Einwohner zur Evangelischen Kirche A. B. und zur griechisch-katholischen Kirche; fünf Einwohner bekannten sich zu einer anderen Konfession. 15 Einwohner waren konfessionslos und bei 13 Einwohnern ist die Konfession nicht ermittelt.

## Bauwerke und Denkmäler
- Johann-Nepomuk-Kapelle und Glockenturm aus dem 19. Jahrhundert

## Verkehr
Durch Šuja verläuft die Cesta I. triedy 64 auf ihrer Teilstrecke zwischen Žilina und Prievidza. Der Endbahnhof Rajec an der Bahnstrecke Žilina–Rajec liegt in zweieinhalb Kilometer Entfernung.